# امامزاده حضرتین
امامزاده حضرتین مربوط به دوره قاجار است و در شهرستان قدس، انتهای خیابان امامزاده و در جوار روستای زرنان واقع شده و این اثر در تاریخ ۲ بهمن ۱۳۸۲ با شمارهٔ ثبت ۱۰۷۹۹ به‌عنوان یکی از آثار ملی ایران به ثبت رسیده‌است.

## نسب
امامزادگان ابوالحسن و ابولحسین معروف به امامزاده حضرتین از فرزندان امام موسی کاظم هستند و بر دو تکه سنگ که در کنار مرقد مطهر این امامزادگان قرار دارد نوشته شده‌است: مرقد مطهر سلاله عصمت و طهارت امامزاده ابوعبدالله الحسین فرزند موسی مرقد مطهر سلاله عصمت و طهارت امامزاده ابوالحسن علی فرزند محمد.

## مدیریت امامزاده
مدیریت این بقعه مبارکه برعهده حجت الاسلام فرامرز فیاضی آورزمانی می باشد